# Ferreyranthus
Ferreyranthus é um género botânico pertencente à família Asteraceae. Compreende 10 espécies descritas e destas, só 8 aceites. É originário da América do Sul.

## Taxonomia
O género foi descrito por H.Rob. & Brettell e publicado em Phytologia 28(1): 50. 1974. A espécie-tipo é Ferreyranthus verbascifolius (Kunth) H.Rob. & Brettell	

## Espécies
Se seguida apresenta-se uma lista das espécies do género Ferreyranthus aceites até Julho de 2012, ordenadas alfabeticamente. Para cada uma é indicado o nome binomial seguido do autor, abreviado segundo as convenções e usos:
- Ferreyranthus excelsus H.Rob. & Brettell
- Ferreyranthus fruticosus (Muschl.) H.Rob.
- Ferreyranthus gentryi H.Rob.
- Ferreyranthus ramonii H.Rob.
- Ferreyranthus rugosus (Ferreyra) H.Rob. & Brettell
- Ferreyranthus vaginans (Muschl.) H.Rob. & Brettell
- Ferreyranthus verbascifolius (Kunth) H.Rob. & Brettell
- Ferreyranthus vernonioides (Muschl.) H.Rob. & Brettell